# Radio Berlín Internacional
Radio Berlin International (en español Radio Berlín Internacional), conocida por su acrónimo RBI, fue una emisora de radio internacional de la República Democrática Alemana (RDA). Formaba parte del ente público de radiodifusión Rundfunk der DDR  y se creó en 1959 para contrarrestar la influencia de la Deutsche Welle su contraparte de la República Federal Alemana (RFA). La mayor parte de sus transmisiones eran noticieros e información, en varios idiomas, sobre la RDA.

## Historia

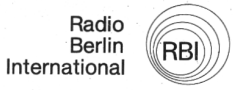
Logotipo de Radio Berlin International

Creada el 20 de mayo de 1959 Radio Berlín fue una de las más importantes emisoras internacionales de la época de la Guerra Fría. Con presencia en los cinco continentes transmitía en varios idiomas —sobre todo en francés, inglés y danés— con una notable variedad de programas. La mayoría de sus locutores en lenguas extranjeras provenían de partidos comunistas de sus respectivos países natales. Ofrecía una perspectiva, a los ojos occidentales, más neutral y menos propagandística que otras emisoras de Europa Oriental sobre la vida cotidiana en un Estado socialista. Sus folletos publicitarios para sus oyentes también eran cuidadosamente producidos, de manera muy profesional y más hábil, en comparación a otras emisoras de radio internacional basadas en los demás estados integrantes del Pacto de Varsovia.

"No teníamos muchos colegas del exterior. En parte porque en la RDA no teníamos muchas divisas. También posiblemente porque las autoridades no tenían mucho interés en fomentar la inmigración porque, inevitablemente, traerían consigo sus propios valores y su propia propia manera de pensar".
Hannelore Steer (BBC.co.uk) 

Sus estudios, cuatro dedicados a la producción y otros tantos para la emisión en vivo, se ubicaban en la primera planta del bloque A del edificio Funkhaus Nalepastrasse de Berlín Este. La redacción, que incluía delegaciones específicas para África, Sudeste asiático, Medio Este y las divisiones en inglés y francés, se situaban en la cuarta planta.
Al igual que en el resto de emisoras de radio de la RDA, la programación e información estaban controladas y censuradas por la dirección conforme a las directrices gubernamentales. Sin embargo el hecho de producir programas en idiomas extranjeros, como el suajili o el hindi, no significaba que los contenidos difirieran notablemente con las otras emisoras del ente.

"El control editorial lo desempeñaba el editor ejecutivo. El problema con nosotros era que el editor tenía que comprender el idioma de la región hacia la que se estaba emitiendo, y eso no siempre sucedía. ¿Quién era capaz de hablar hindi o suajili?. Por eso la confianza era un factor importante. Con nuestros colegas extranjeros compartíamos una base ideológica parecida y no había razón para que ellos, utilizando sus habilidades lingüísticas, dijeran algo diferente para dañar los valores de la RDA".
Heinz Odermann (BBC.co.uk) 

Dejó de operar el 2 de octubre de 1990 en el marco de la reunificación alemana convirtiéndose en la primera de las emisoras integradas en Rundfunk der DDR en cesar sus emisiones. Ese día una parte de sus locutores hicieron comentarios melancólicos y amargos respeto a la «absorción» —y no «unificación»— por parte de la Alemania Occidental. En su último programa se transmitió una versión instrumental —sin letra— del Auferstanden aus Ruinen, el himno nacional de la RDA, seguido inmediatamente por una versión rock del Deutschlandlied —el himno nacional de la RFA— antes de salir del aire cuando su último locutor se despidió de sus oyentes con la frase «Cuídense y buena suerte». En los días siguientes fue disuelta oficialmente: las instalaciones fueron absorbidas por Deutsche Welle, quien desde entonces es la única emisora pública internacional del país, y sólo una pequeña parte de su personal volvió a ser contratado para el nuevo ente.

"Dos días más tarde, ya ni siquiera se nos permitió entrar en las instalaciones. Todas las oficinas tuvieron que ser despejadas de antemano. Todo fue muy caótico. Nadie sabía qué había pasado con las cintas, el archivo, los programas, con todo aquello en lo que habíamos puesto nuestro corazón."
Hannelore Steer (BBC.co.ik) 